# Lex Cincia
Lex Cincia de donis et muneribus – plebiscyt z roku 204 p.n.e., zabraniający darowizn na rzecz obcych osób (dopuszczalne były przysporzenia na rzecz osób bliskich zwanych persona exceptae) ponad określoną (w dostępnych źródłach bliżej nie przekazaną) wysokość.
Darowizna dokonana wbrew zakazowi była ważna, nie ściągała też kary na łamiących zakaz. Pozywany o wypełnienie obiecanej lecz jeszcze nie przekazanej darowizny (donatio imperfecta) był  chroniony przez pretora udzieleniem exceptio legis Cinciae. Wykonujący przyrzeczenie (donatio perfecta) mógł domagać się zwrotu przez replicatio legis Cinciae. Śmierć darczyńcy konwalidowała umowę (morte Cincia removetur).
Historycy prawa przypuszczają, że motywem uchwalenia zakazu była ochrona obywateli przed podatnymi na korupcję urzędnikami.
Zakaz ten stopniowo wyszedł z użycia. W późnym cesarstwie tworzono pod wpływem chrześcijańskim fundacje dobroczynne (piae causae) utrzymujące szpitale, schroniska itp. zakaz darowizn utrudniałby ich działalność. Zaczątki takich instytucji istniały wcześniej, np. cesarz Trajan zainicjował fundację utrzymującą niezamożną młodzież z czynszu płaconego przez właścicieli ziemskich darujących swoją ziemię gminie z zastrzeżeniem pozostania na niej jako  dzierżawcy.